# Mine de Kumtor
La mine de Kumtor ou mine de Koumtor est une mine à ciel ouvert d'or, située au Kirghizstan. Elle appartient à Centerra Gold. La mine est située à plus de 4 000 mètres d'altitude. Elle emploie entre 1 000 et 2 000 personnes.

## Histoire
Découverte en 1978, sa production a débuté en 1997.
La mine est liée à un important incident écologique en 1998, lorsqu'un camion chargé de cyanure se renverse.
En 2002, la production d'or dépasse les 100 tonnes.
La mine connait une grève importante en 2012.
En 2013, des installations de la mine sont détruites par la fonte d'un glacier.
Ses revenus représentent 8,5% du PIB kirghiz en 2018.